# Глазурь

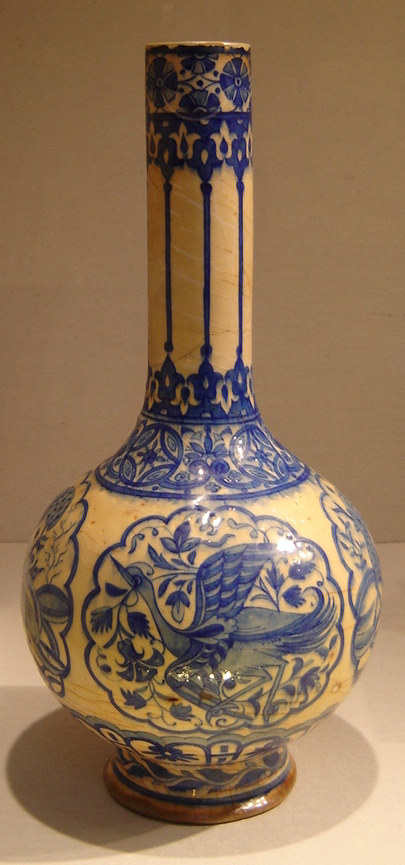
Керамическая ваза, покрытая глазурью

Глазу́рь (нем. Glasur, фр. glaçure, от нем. Glas — стекло) — стекловидное покрытие на поверхности керамического изделия. Кроме того, глазурью также называют исходный материал или смесь материалов, которые после нанесения на керамическое изделие и обжига дают соответствующее покрытие. Традиционно глазурь также называется поливой.
Глазурь выполняет практическую и художественную задачи: она делает керамический сосуд почти не восприимчивым к влаге и придаёт глине гладкую ровную поверхность, которая иногда используется как подложка для дальнейшего раскрашивания.

## Виды глазурей
Глазури могут быть прозрачными или непрозрачными, бесцветными или окрашенными, блестящими или матовыми.
Основой глазури является каолин, кварц и полевой шпат, также они бывают свинцовыми (майолика, самые легкоплавкие), боросиликатными, селадоновыми, сатиновыми, селено-кадмиевыми. В состав глазури вводят также оксиды металлов.
В зависимости от способа приготовления глазури подразделяются на сырые и фриттованные. Сырые глазури наиболее просты: все компоненты измельчают и смешивают с водой до определённой плотности глазурного шликера. Для получения фриттованной глазури компоненты глазурной смеси фриттуют, то есть сплавляют (обычно при температуре 1200—1300 °C), вследствие чего образуются нерастворимые силикаты и другие соединения. После плавления фритту выливают в ёмкость с водой, где она остывает, затем высушивают и тщательно измельчают в ступе.
Различают глазури туго- и легкоплавкие. Тугоплавкие применяются для фарфора, шамота, твёрдого фаянса. Температура их плавления 1125—1360 °C. Для майолики берут глазури, которые плавятся при температуре 900—1100 °C.

### Цветные глазури
Для декорирования изделий из фарфора и майолики часто применяют ярко окрашенные цветные глазури, т. н. поливы. Цвет достигается введением в бесцветную глазурь оксидов и солей металлов. Так, оксид кобальта(II) CoO даёт цвет от светло- до тёмно-синего; оксид хрома(III) — зелёный, а при наличии олова — белый; оксид меди(II) используют для получения изумрудно-зелёной, сине-зелёной глазури, а также глазурей медно-красных оттенков для восстановительного обжига; соединения с марганцем дают коричневые, розовые цвета; оксид железа(III) — от жёлтого и красного до коричневого и чёрного и т. д.